# Bruno Houzelot
Pour les articles homonymes, voir Houzelot.
Bruno Houzelot, né le 14 septembre 1956, est un pilote de rallye automobile, de courses de côte et sur circuits automobiles amateur français, architecte de formation.

## Biographie
Ayant débuté en rallye, il s'adonne régulièrement durant les années 1990 aux courses de montagne (sur Peugeot 205 GTI, Ford Escort RS Cosworth, Mitsubishi Lancer Evo et Porsche 911 GT3), puis entre 2002 et 2008 à plusieurs courses FFSA GT (sur Lamborghini, Porsche 911 GT3 et Venturi) (équipe Bernard Jubin entre autres). Il participe encore ponctuellement à quelques courses de côte (comme à Turckheim en 2011).

## Titre
- Champion d'Europe de la montagne de catégorie I, en 1996 sur Ford Escort RS Cosworth (Gr. N);

## Victoires en Groupe N (Production)
(7 victoires, sur 11 courses européennes disputées en 1996)
- Rechberg (1996);
- Jaizkibel (1996);
- Rampa da Falperra (1996);
- Vallecamonica (1996);
- Baba (1996; sl);
- Saint-Ursanne (1996);
- Al Fito (1996);

(également 2e à Trier et à Turckheim en 1996)
- Mont-Dore en 2000, en catégorie GT sur Porsche 911 GT3.